# Cornualla
|  | Per a altres significats, vegeu «Cornualla (desambiguació)». |

Cornualla (en còrnic: Kernow, en anglès: Cornwall) és un comtat d'Anglaterra, situat a l'extrem sud-oest del país, en la península homònima. La capital és Truro (Truru), però abans ho va ser Bodmin (Bosvenegh). Antigament es dividia en 12 boroughs, vuit districtes urbans i 10 districtes rurals. Amb els canvis organitzatius de l'administració al Regne Unit del 1974, es va dividir en set districtes: Caradon, Carrick, Kerrier, North Cornwall, Penwith, Restormel i Illes Scilly. Actualment el seu govern està distribuït en dos organismes que són autoritats unitàries: una per al territori de les illes Scilly i l'altre per a la resta de Cornualla. Pertany a la regió econòmica i administrativa del sud-oest d'Anglaterra.
L'economia, que tradicionalment estava basada en la mineria i la pesca, té el primer d'aquests recursos gairebé esgotat i en els darrers anys tendeix a centrar-se en el turisme. Del seu paisatge destaca Bodmin Moor, un erm declarat de destacada bellesa natural (AONB), i les diverses platges de les costes nord i sud.
Hi ha un fort sentiment de país diferenciat d'Anglaterra, degut als seus orígens celtes i a determinats aspectes històrics o culturals com la seva llengua i costums.

## Geografia

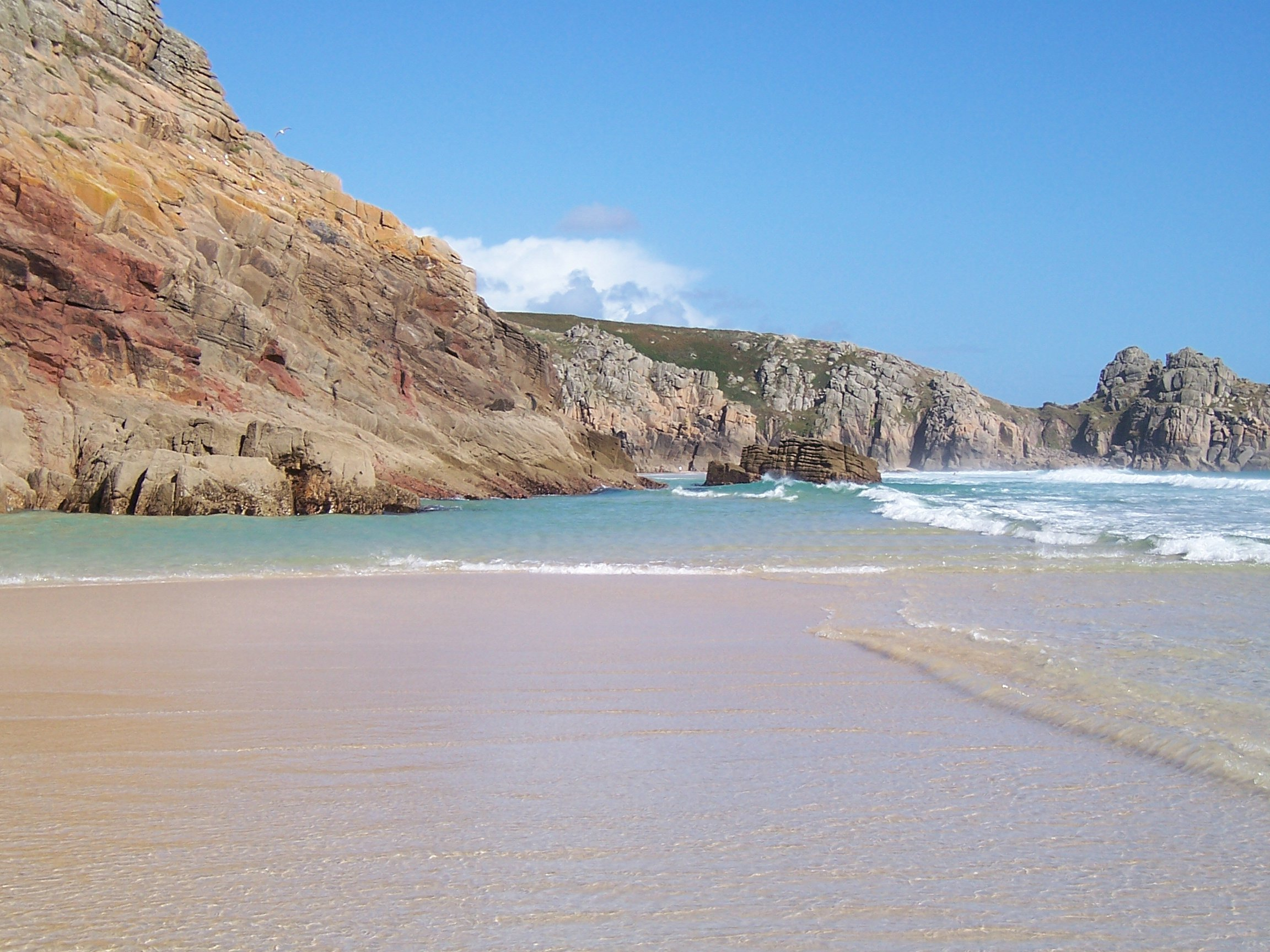
Platja de Porthcurno.

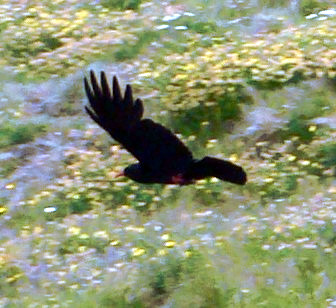
Gralla de bec vermell sobrevolant la península de Lizard.

### El litoral
Les costes nord i sud d'aquesta península tenen característiques diferents. La costa nord, a la mar Cèltica, que és part de l'oceà Atlàntic, està més exposada i té un aspecte més agrest. El penya-segat que es diu High Cliff, situat entre Boscastle i St Gennys, és el més alt del comtat, amb 223 msnm. Tanmateix, hi ha llargues franges de sorra fina i daurada que són les preuades platges buscades pels turistes, com les de: Bude, Polzeath, Watergate Bay, Perranporth, Porthtowan, Fistral Beach, Newquay, St Agnes, St Ives, i la costa sud de Falmouth on està la platja de Gyllyngvase i la de Praa Sands al sud-oest. Hi ha dos estuaris en la costa nord: l'estuari del Hayle i l'estuari del Camel, que fan de ports naturals a les poblacions de Padstow i Rock.

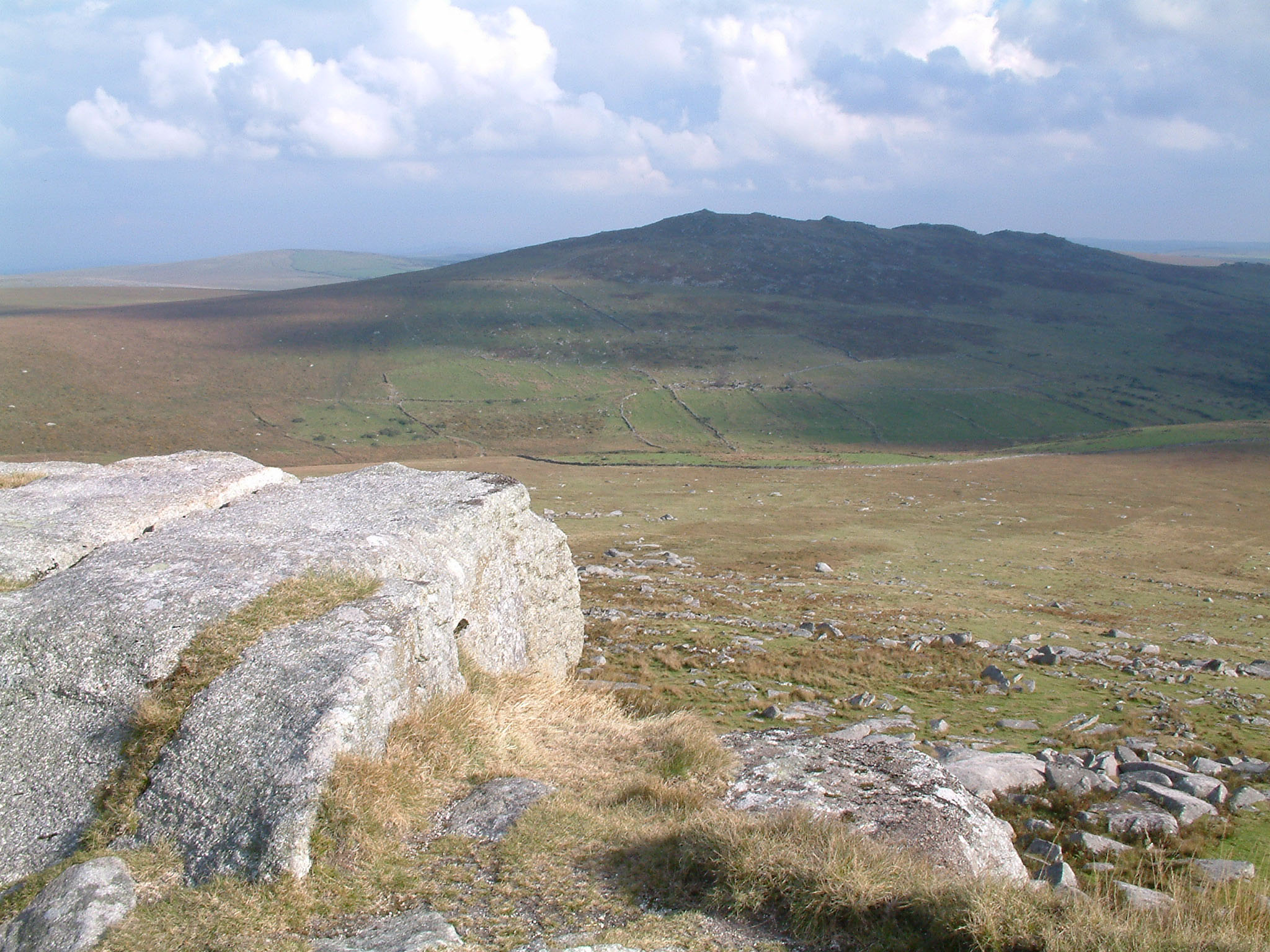
Brown Willy, 420 msnm, a Bodmin Moor.

La costa sud, que té el sobrenom de Riviera de Cornualla, està més protegida i té diversos estuaris amples on es pot ancorar amb seguretat, els exemples més representatius són Falmouth i Fowey. Les platges del sud consisteixen en sorra gruixuda i pedretes amb seccions de rocalla en forma de línia ondulada, erosionades per l'onatge. La península de Lizard, a l'extrem sud-oest, és una exposició d'ofiolita, és a dir, l'escorça oceànica mostrada en superfície.

### L'interior
El territori a l'interior és força accidentat i muntanyenc, però no té grans alçàries, sinó només turons escarpats vora el mar. D'est a oest hi ha una cadena d'erms amb turons que contenen intrusions de granit, com el Bodmin Moor, on estan els punts més elevats del comtat: Brown Willy (418 m), Hensbarow Hill (345 m), Carnmenellis i Saint Just. Aquest relleu forma part de la capa de batòlit que s'estén pel sud-oest de la Gran Bretanya, que també inclou Dartmoor (Devon), a l'est, i les illes Scilly, on part del batòlit està submergit.
La intrusió de granit entre les roques sedimentàries del voltant va donar lloc a un extens metamorfisme i mineralització, cosa que ha fet de Cornualla una de les zones mineres més importants d'Europa fins als inicis del segle xx. Es creu que l'estany es va extreure des de l'edat del bronze, els altres minerals explotats són: el coure, el plom, el zinc i l'argent. Alternat amb el granit també se'n troben afloraments de caolinita, sobre tot al nord de St Austell, on és la base per les fàbriques de porcellana.
Les parts altes del relleu són més fèrtils, aprofitades per al pasturatge. A prop de la costa sud hi ha valls pregones amb arbres, que són el refugi d'un tipus de flora que sobreviu en condicions d'ombra, humitat i temperatures suaus. La base d'aquestes àrees són roques sorrenques i pissarra que daten del Devonià. El nord-est de Cornualla està configurat per roques del Carbonífer, anomenades Culm Measures. En alguns llocs aquestes van estar sotmeses a forts plegaments, com es pot observar en la costa nord, a prop del port de Crackington i en altres llocs.
Pel que fa als rius, els que hi ha són petits i de cabal curt, i entre aquests destaquen: el Tamar (que fa frontera amb el comtat de Devon), l'Ottery, el Fowey, el Lynher, el Camel i el Fal. També abunden les badies escarpades, i les principals són les de Widemouth, Port Isaac, Watergate, Saint Ives i Falmouth. No hi ha llacs destacables.

## Història

### Prehistòria

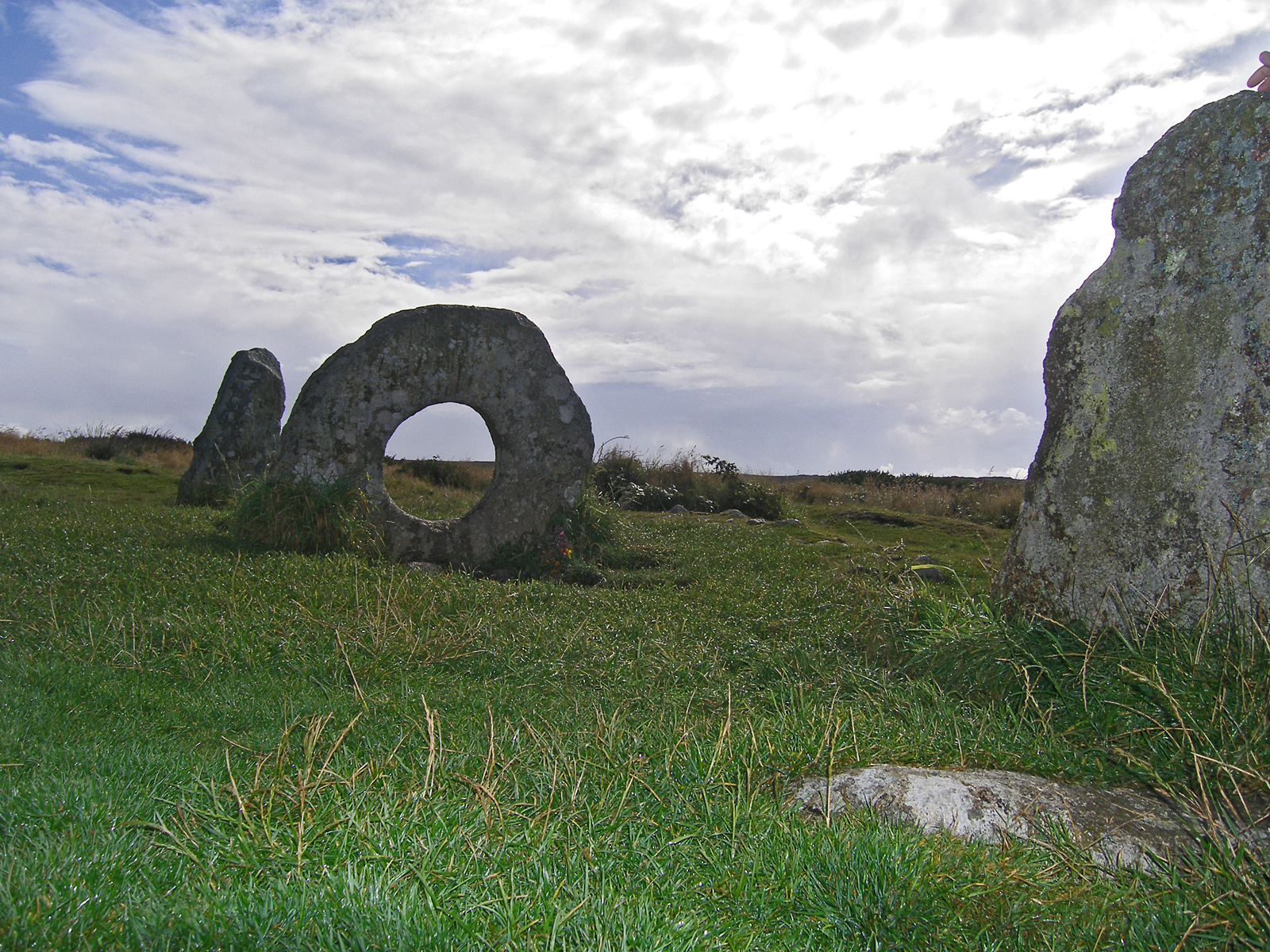
Men-an-Tol

Segons una llegenda celta, aproximadament el 1000 aC va arribar a aquestes terres el guerrer troià Coineu i es va enfrontar al gegant Goemor que atemoria la gent, el va vèncer i va ser el primer governant el país. Ell va ser qui introduí la lluita còrnica, un esport que encara es practica.
El territori ja havia estat habitat des del III mil·lenni, d'aquella època són els dòlmens de Lanyon, Mulfra, Chun i Zennor/Sen Senar, i els monòlits de la parròquia de Saint Buryan, els cercles de pedres a Hurlers, Boskednan, Boscawen-un i Tregeseal, i a Merry Maidens (vora Lamorna), al Land's End, i Men-an-Tol, i també les alineacions de Roughtor i de Brown Willy. Les restes arqueològiques són nombroses. Segons John T. Koch i altres, Cornualla a l'acabament de l'edat del bronze formava part d'una ruta comercial marítima que enllaçava amb les costes dels actuals Irlanda, Anglaterra, França, Espanya i Portugal. S'ha trobat poca cosa, però, de l'edat del bronze. Tot i així, com gairebé tota Britànnia, el país fou anomenat Cassitèrides pels fenicis, a causa de les mines d'estany i de coure, molt nombroses aleshores, sobretot a les costes de Saint Ives-Hayle (Porthia-Heyl) i a l'estuari del riu Camel, al nord, que foren objecte d'un tràfic comercial força fluid entre Orient i les Illes Britàniques. A Tintagel (Tre war Venydh) s'ha trobat terrissa de la mediterrània.
Cornualla estava poblada entre el 800 i el 450 aC per tribus celtes britanes, concretament pels domnonii, raó per la qual el país fou anomenat durant molts anys Dumnònia (que en l'idioma dels britans volia dir «Vall profunda»). En aquella època a l'illa de la Gran Bretanya hi havia petits regnes celtes: Cernyw (Cornualla), Dyfnaint (Devon), Llogres (sud d'Anglaterra, amb capital a Llyr, avui Londres) i Cymru (Gal·les). Però s'hi produiran nombroses emigracions vers al continent (concretament cap a l'actual Bretanya) per la pressió demogràfica pròpia i per les invasions tardanes tant dels romans com dels saxons.

### Celtes i romans

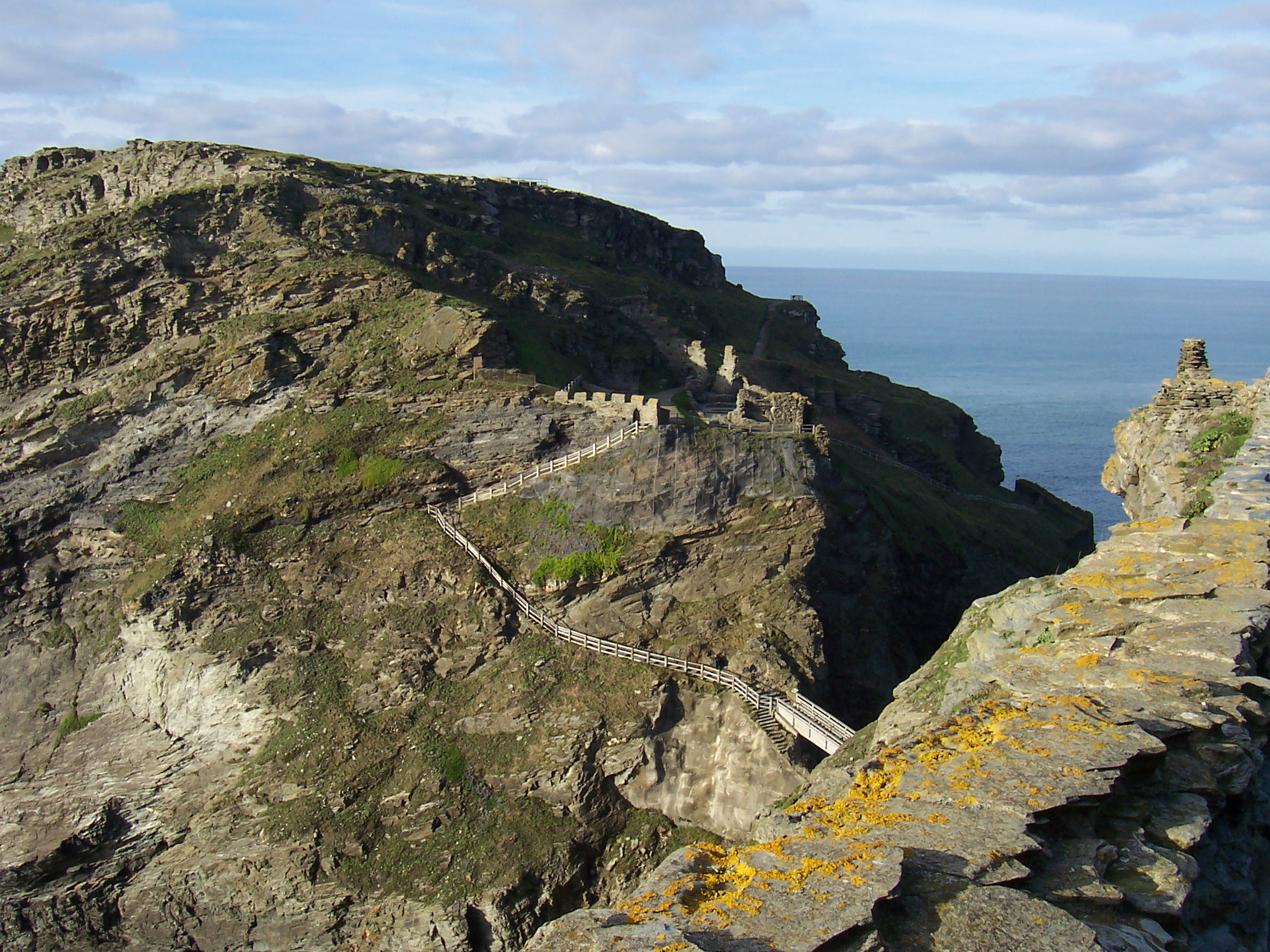
Restes arqueològiques de Tintagel

Com que era la part més distant de la Civitas Dumnonia, els romans, que envaïren Britànnia en el segle i, mai no colonitzaren Cornualla (com tampoc no ho farien els saxons), però en monopolitzaren la producció de coure i d'altres metalls preciosos. Tot i així, els romans hi construïren la fortalesa de Durocornovio vora l'actual Tintagel, anomenada Dynas an Gernuak (Fortalesa dels còrnics). El 1988 s'hi va descobrir una inscripció amb el nom de l'emperador Honori (393-423). També hi ha proves d'una xarxa de vies romanes que unia Padstow amb Isca (Exeter). Tot i així, els còrnics consideren els marges del riu Tamar com a frontera entre Dumnònia i Anglia.
La Dumnònia incloïa també els actuals de Devon i Somerset, i va tenir com a primers ducs coneguts Cloton i el 450 al seu fill Molmutius. Alhora, cap al 450 els cornovii emigraren des de la vall del Severn fins a Dumnònia. Aquesta emigració fou potser organitzada pel Gor-myghtern (alt rei) Vortigern (Gormyghtern), potser per a expulsar els gaèlics que s'havien establert. Cap al segle v el monjo irlandès sant Patrici envià una missió a sant Piran (entre el 402 i el 460), futur patró nacional cornuallès, per tal d'evangelitzar el país. D'ací procedeixen les creus cèltiques i pedres sepulcrals, iguals a les irlandeses, datades d'ençà el segle vi, així com la pràctica del culte propi de l'Est Mediterrani. També fundaren Penzance, centre de peregrinació i de comerç amb el llac Foyle (Ulster), la Gironda (Occitània), Kemper (Bretanya) i Waterford (Irlanda). En aquella mateixa època començà l'emigració dels còrnics vers la Bretanya a través de les illes Scilly.

### Edat Mitjana
El cronista Gildas (s.VI) també parlà de Conomor (després dit sant Constantí), "tirà de Domnònia" pel 585. També se suposa que des del 520 el país formà una part important del regne dels silurs gal·lesos de Caerlon, dirigits pel semillegendari Artús (Artugnov, en còrnic), casat amb Ginebra (Guinevere o Gwenhwyfar), mort a la batalla de Calman el 537; fins i tot podria tractar-se d'un rei còrnic, cosa que explicaria l'origen còrnic del cicle bretó de Diarmuid i Grainmé (Tristany i Isolda), sota el regnat de Marc de Cornualla (també escrit: Margh Kenvor, Marc Cunomor o Margh Cynfawr), potser a començaments del segle vi, popularitzats pels germànics. El 577 el rei Ceawlin vencé els saxons a Dyrham. Un altre rei conegut és Geraint (o Gerennius), mercès a una lletra escrita el 705 pel bisbe Aldhelm de Sherborne per tal de fixar la data de Pasqua; se sap que el 710 seria vençut i mort pel rei de Wessex Ine a la batalla de Llongborth (Langport). També, però, es podria referir a sant Gerrans.
Fins al 765 va ser part del regne de Powys (Gal·les). Aquell any el rei saxó Offa de Mèrcia conquerí les terres de Somerset i Avon. Per tal de consolidar aquesta conquesta es creu que va fer construir un mur de contenció, dit Offa's dyke, que marcaria els límits actuals de les dues nacions cèltiques i n'evitaria futures possibles expansions territorials.
El 815 el rei saxó de Wessex Ecgbert intentà subjugar el país, i cap al 823 tot Dyvnaint (Gal·les Oest, nom que rebia Cornualla aleshores) reconegué la sobirania saxona. El rei Hywel de Cornualla cedí la seva independència al país de Wessex, però el 825 es tornaria a revoltar amb suport dels danesos del Danelaw. Tanmateix, el 838 fou vençut definitivament a Hengestesdun (Hingston Down). El 878 el rei còrnic Dumgarth fou mort pels saxons.

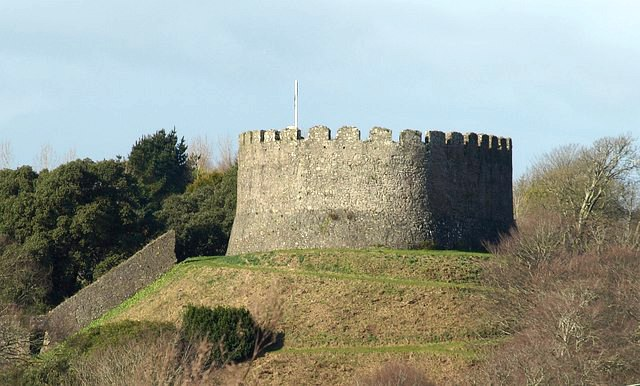
castell de Tremanton, seu de Robert de Mortain, primer comte de Cornualla.

Cap al 926 el país fou incorporat al regne d'Anglaterra després de derrotar el rei Hoel (vora el 920). Etelstan els expulsà d'Exeter i posà la frontera definitiva amb els còrnics al riu Tamar, de manera que quan el 936 morí Cynan, el darrer rei de Cornualla, el rei anglès Eduard el Confessor va dominar efectivament tot el país.
Quan el 1066 Guillem el Conqueridor de Normandia s'apoderà del regne d'Anglaterra, cediria Cornualla al seu lloctinent i mig germà Robert de Mortain, que en faria un comtat el 1086 i el transmetria al seu fill William Fitzrobert el 1090, que el 1106 seria empresonat de per vida per conspirador. Una dotzena part de la terra restarà en mans dels anglesos, i els 248 feus del país passaren a mans de Robert. Els barons normands restaren al cap de la piràmide social, i els pagesos còrnics, en l'esglaó més baix, més encara que els saxons.
El comtat estava subdividit en nou keverangs (o cantref), equivalents als hundreds dels anglesos, i cadascun restava sota la supervisió d'un bisbe:
- Penwith (Penwyth)
- Kerrier (Keryer)
- Pydarshire (Pedera)
- Powdershire (Pow Ereder)
- Triggshire (Trigor)
- Lesnewth (Lysnowyth)
- Stratton (Stradneth)
- West Wivelshire (Fawy)
- East Wivelshire (Ryslegh)

Per a algunes qüestions les illes Scilly eren consideerades com a el desè keverang.

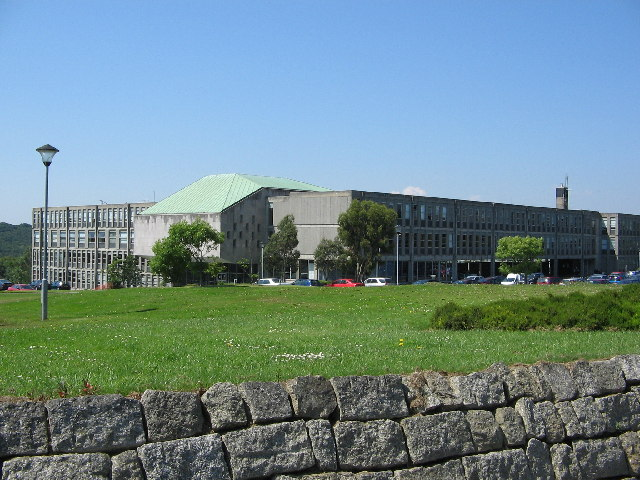
Les oficines del Consell del Comtat a Truro

El 1889 els hundreds i divisions semblants van ser substituïts per altre tipus d'administració a tot el Regne Unit. En el cas de Cornualla, el comtat va quedar organitzat en: 12 boroughs, vuit districtes urbans i 10 districtes rurals. El 1975 es va reduir a set districtes: Caradon, Carrick, Kerrier, North Cornwall, Penwith, Restormel i Illes Scilly. Aquestes organització va tenir una forta oposició de la població local que preferia un únic organisme de govern. Actualment es tracta d'un comtat cerimonial que té el territori dividit en dues autoritats unitàries: una que administra les illes Scilly i l'altre la resta del territori.

## Política
Cornualla està representat al parlament britànic amb cinc diputats, els corresponents a les jurisdiccions de: Truro, Falmouth, Isles Scilly, Cornualla Nord i Cornualla Nord-est. La diada nacional és el 5 de març. Endemés, no hi ha cap estatut per a la llengua còrnica, i l'anglès és l'única llengua oficial a tots els efectes.
Després dels referèndums a Escòcia i Gal·les del 1997 han revifat els moviments de petició d'autonomia per a Cornualla, però encara no han obtingut cap ressò significatiu. Hi ha alguns partits de caràcter nacionalista:
- Mebyon Kernow
- Party Kenethlegk Kernow
- Cornish Convocation
- Ertach Kernewek
- Unvereth Kernewek

Tots aquests, però, tenen en comú la reclamació per a Cornualla de la devolució de poders (Devolution) idèntica a la reclamada per Escòcia o Gal·les, i formar una Federació Cèltica o bé Britànica.

## Himne i bandera
La bandera negra amb creu blanca ha esdevingut el símbol nacional del país, i ha estat popularitzada novament a partir dels anys 60 del segle xx per la Cornish Wrestling Association, que promou la lluita cornuallesa com a esport. La primera menció documentada d'aquesta bandera és del 1838. Suposadament fou la que dugueren a la batalla d'Azincourt els voluntaris còrnics, però les referències anteriors són, si més no, discutibles.
L'himne cornuallès és Trelawny, una cançó popular del 1688, en honor del bisbe del mateix nom que fou tancat a la Torre de Londres sense càrrecs.

## Nacionalisme còrnic

Les zones més fosques són les més patriotes segons el cens del 2011.

Cornualla està reconeguda com una de les sis nacions celtes (juntament amb Bretanya, Irlanda, Illa de Man, Escòcia i Gal·les) per diverses institucions entre les quals està: el partit Mebyon Kernow, la Lliga Celta, i el Congrés Celta Internacional. Aquestes sis nacions, més Astúries i Galícia, formen les vuit nacions celtes reconegudes pel govern de l'Illa de Man i pel govern de Gal·les. Cornualla està representada com a nació celta en el Festival Interceltique de Lorient, una celebració relacionada amb els orígens celtes de l'illa de la Gran Bretanya.
El Consell del Comtat de Cornualla considera que el territori que representa posseeix una herència cultural única prou diferenciada com per ser un dels principals béns de la zona. Veuen en la llengua, el paisatge, la identitat celta i la història política, fets diferenciadors d'una mateixa tradició d'assentaments humans marítims no conformistes amb el seu destí i clamen pel seu reconeixement. Tanmateix, és difícil saber quantes de les persones que viuen a Cornualla es consideren com a pertanyents a una nació cornuallesa, ja que les dades proporcionades per diverses fonts no coincideixen. Segons el cens del 2001, a la pregunta "a quina ètnia creu vostè que pertany?" només el 7 per cent van respondre que eren cornuallesos, una xifra inferior als que es van identificar com a britànics o anglesos. Això no obstant els activistes a favor del nacionalisme cornuallès, han argumentat que molts haurien respost afirmativament si se'ls hagués preguntat directament si es consideraven cornuallesos. Altres estudis posteriors al 2001 han donat un 44% de persones que s'identifiquen amb aquesta nacionalitat.
El 24 d'abril del 2014 La Unió Europea va anunciar que el poble cornuallés seria tractat com a minoria que cal ser protegida.

## Fills il·lustres
- Francis Tregian (1574-1619), escrivent i músic.

## La llengua còrnica
El còrnic és una llengua de la branca britona, de la família de llengües celtes, propera al gal·lès i al bretó, però no tant al gaèlic parlat a Irlanda i a Escòcia. S'ha fet servir com llengua de comunicació comuna fins al segle xviii, moment en què van començar a disminuir el nombre de parlants. El 2011 es va publicar que el darrer parlant del còrnic havia mort el 1914.
Aquest idioma va viure una revifalla des que Henry Jenner va publicar Handbook of the Cornish Language el 1904. Segons un estudi fet l'any 2000 podrien haver unes 300 que parlen cònic amb fluïdesa. encara que el còrnic no té reconeixement legal hi ha dotze escoles de primària que l'ensenyen per fer-lo servir en cerimònies religioses i civils. El 2002 se'l va reconèixer com a idioma minoritari del Regne Unit i el 2005 va constar en els pressupostos del govern. El 2008 es va fer la primera gramàtica amb regles per escriure el còrnic.

## Demografia

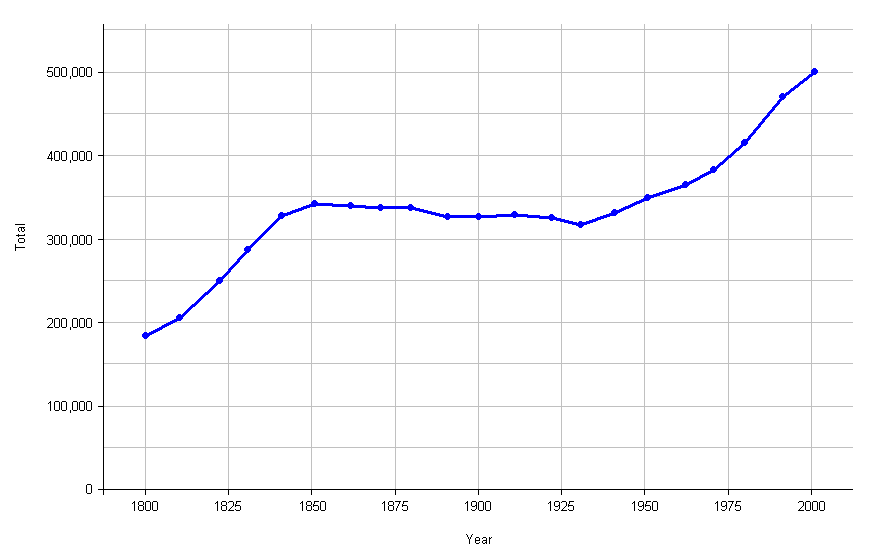
Creixement demogràfic entre el 1800 i el 2000.

La població ha evolucionat molt poc. El 1861 tenia 369.390 habitants, i el 1961 en tenia 342.301. És un territori amb força població que emigra, i només ha augmentat els darrers anys per l'arribada de jubilats anglesos.

## Poblacions

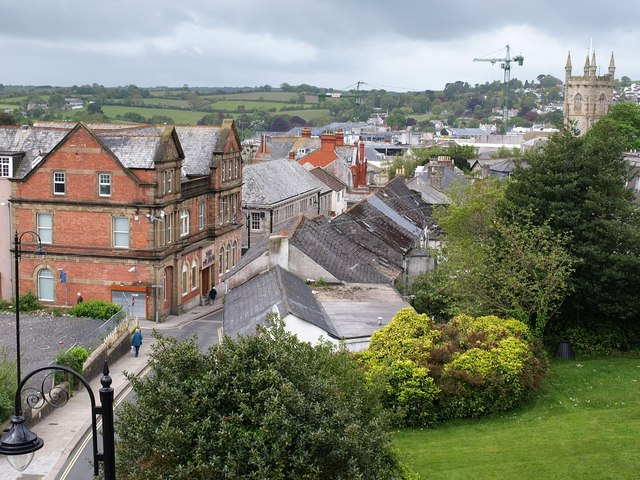
St Austell

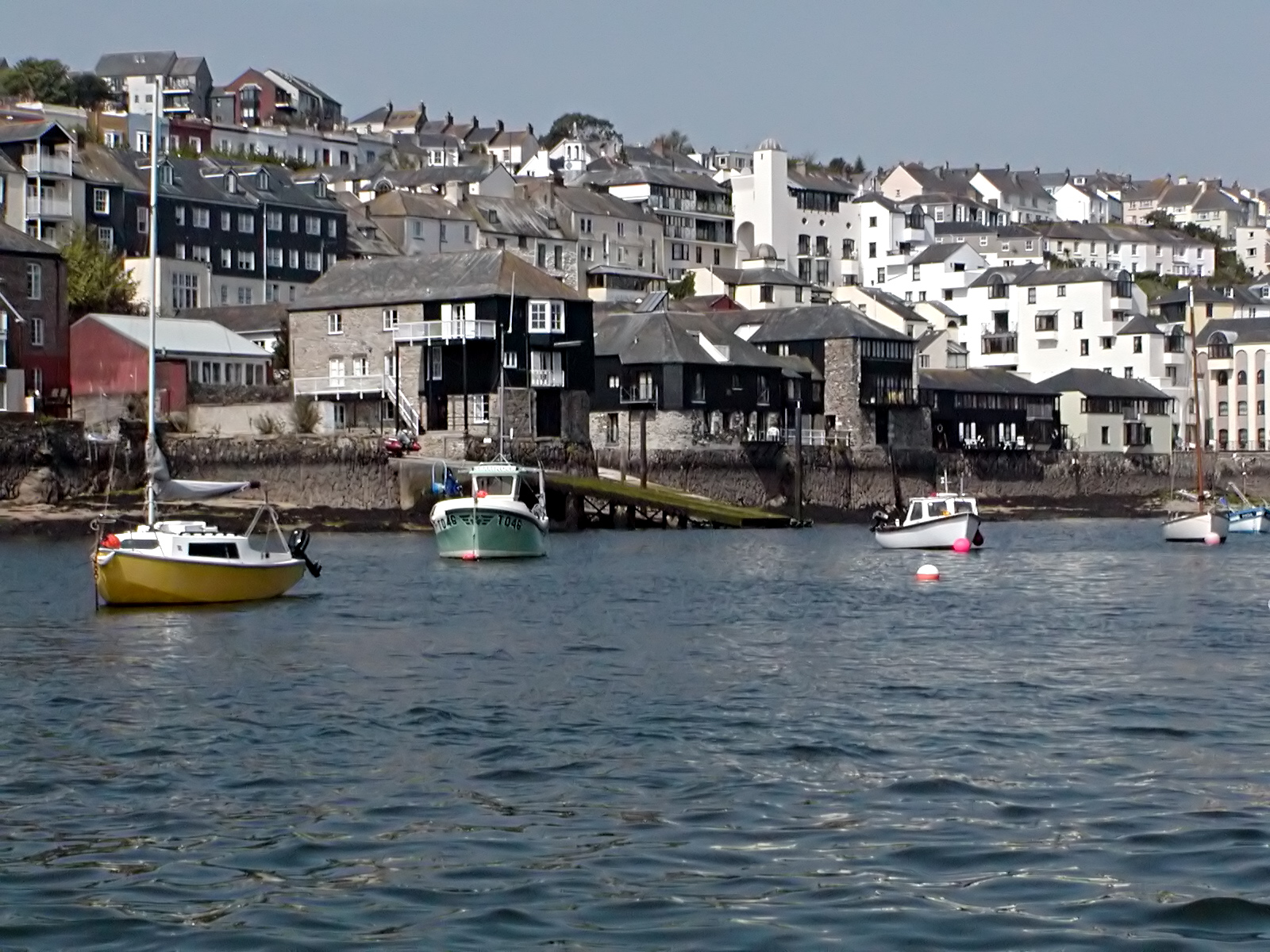
Falmouth

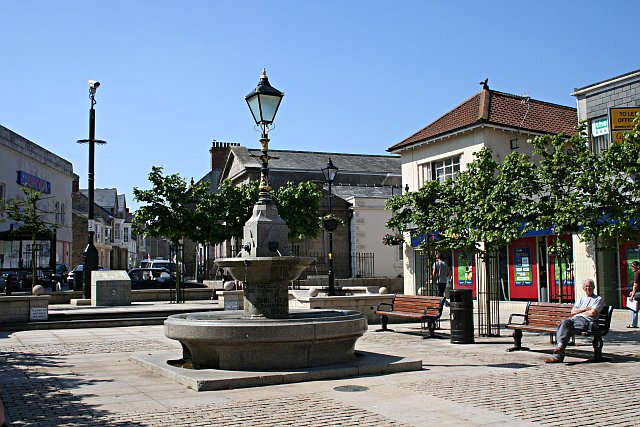
Camborne

L'única població del comtat amb categoria de city és Truro, la capital. Antigament la capitalitat estava repartida entre Bodmin i Launceston, en la primera es reunien els tribunals (quarter sessions) dues vegades a la tardor i a l'hivern, i en l'altra dues més a la primavera i a l'estiu; anys després només a Bodmin i finalment tot es va traslladar a Truro. Altres àrees urbanes importants són: Saint Austell (Sen Ostell), Fowell (Fowydh), Camborne (Kammbronn) i Redruth (Rysrudh). Les viles on se segueix un estil de vida més tradicional són: Penzance (Pennsans), Helston (Hellys), Launceston (Lannstefan), Falmouth (Aberfal), Liskeard (Lyskerrys), Newquay, Penryn (Pennrynn), Saint Ives (Porthia), Fowey (Fowydh), Saltash i Lostwithiel (Lostwydhyel).
La següent taula mostra les poblacions amb més habitants:
| nom        | nom          | habitants | habitants |
| ---------- | ------------ | --------- | --------- |
| anglès     | còrnic       | 2001      | 2011      |
| St Austell | S Austel     | 28.040    | 34.864    |
| Falmouth   | Aberfal      | 22.441    | 27.660    |
| Camborne   | Kammbronn    | 24.656    | 26.212    |
| Newquay    | Tewynblustri | 18.278    | 22.189    |
| Truro      | Truru        | 18.454    | 19.732    |
| Penzance   | Pennsans     | 16.249    | 16.436    |
| Redruth    | Resrudh      | 13.275    | 16.102    |
| Saltash    | Essa         | 14.280    | 15.566    |
| Bodmin     | Bosvenegh    | 12.780    | 14.614    |
| Helston    | Hellys       | 9.900     | 11.311    |
| Saint Ives | Porth Ia     | 9.900     | 10.002    |

## Economia

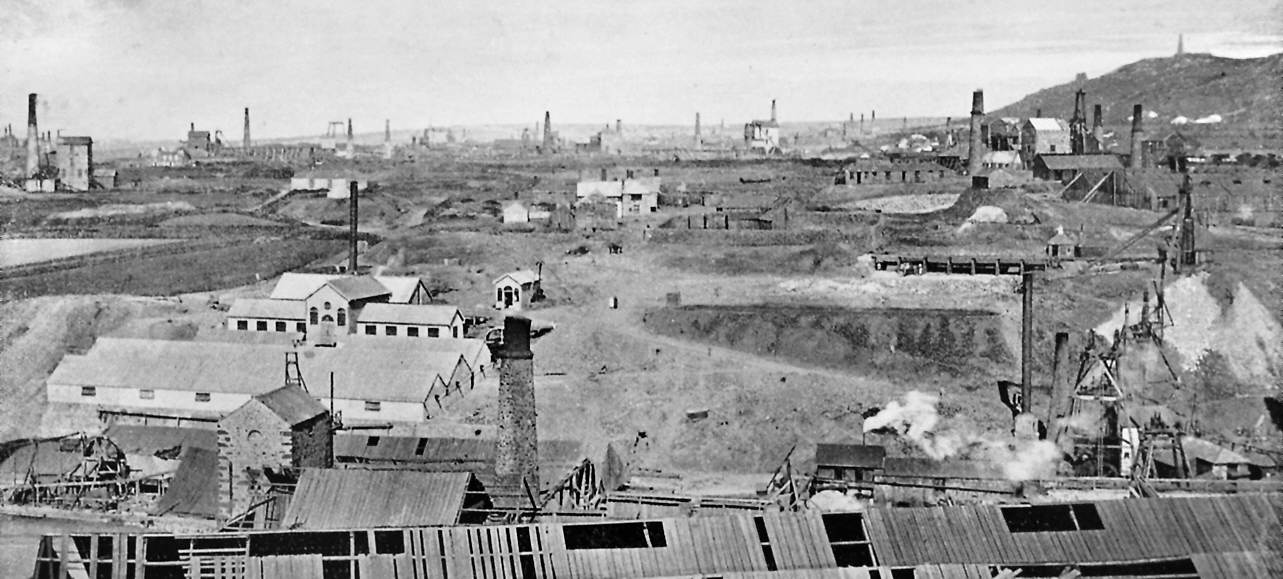
Mines d'estany a Redruth.

Una part de l'economia del comtat es basa en l'agricultura (civada, ordi, blat, patates i flors). Hi ha moltes viles de pescadors, com Polperro, Looe, però generalment només s'agafa peix per autoconsum. També s'extreu estany a Camborne-Redruth i caolí a tot el país, activitats tradicionals des de sempre, i granit per a teulades a Saint Austell. Darrerament, s'ha trobat zinc, coure, mica, volframi i urani. Però allò que més ingressos aporta al país és el turisme (3 milions de visitants l'any), en segon lloc els dos milions de tones de caolí que es produeixen i l'exportació de rom de la marca Mr Lemon Hart.
La distribució de la terra és minifundista, com a Galícia i a Bretanya, amb unes estructures econòmiques arcaiques i hipotecades a interessos externs. També hi ha algunes indústries químiques, tèxtils, i navilieres, així com les tradicionals derivades de la llet i la pesca. Endemés, els profits creats pel turisme van a les grans multinacionals angleses del sector, i no deixen capital al comtat. Darrerament, però, s'ha promogut el dit "turisme alternatiu", que ofereix allotjament als visitants en cases particulars de la gent de tot Cornualla.

### Turisme
Cornualla és una destinació turística popular gràcies paisatges espectaculars i el clima relativament suau, malgrat la seva distància dels centres de poblament principals de la Gran Bretanya. S'estima que el turisme fa una contribució important a l'economia (prop del 24% dels ingressos). Cinc milions de turistes visiten Cornualla cada any, la major part del turisme són visitants del Regne Unit. Els visitants poden arribar pels aeroports de Newquay (a Cornualla) o Exeter (a Devon), a més hi ha altres aeròdroms menors per a avionetes o helicòpters privats (com a Perranporth). També hi ha un tren nocturn diari que surt de Londres Paddington.
Cornualla, voltada de mar per tres costats, té moltíssimes milles de costa amb platges, penya-segats, etc. Existeix un camí marcat que permet visitar-les totes a peu, és el Sender de la Costa Sud-oest o South West Coast Path, que ha esdevingut un important reclam pels visitants en els darrers anys. Altres atractius són els erms (moorland), els jardins botànics, i els monuments prehistòrics (com els fogou o el Men-an Tol). Algunes platges com Newquay i Porthtowan són populars entre els surfistes. Els hivernacles del centre Eden Project són també molt visitats.